# Mali op de Olympische Zomerspelen 2016
Mali nam deel aan de Olympische Zomerspelen 2016 in Rio de Janeiro, Brazilië. De selectie bestond uit zes atleten, actief in vier verschillende sporten. Atlete Djénébou Danté droeg de Malinese vlag tijdens de openingsceremonie. Mali won in 2016 geen olympische medailles.

## Deelnemers en resultaten
(m) = mannen, (v) = vrouwen 

### Atletiek
| Olympiër           | Discipline             | Resultaat | Prestatie                             |
| ------------------ | ---------------------- | --------- | ------------------------------------- |
| Mamadou Chérif Dia | hink-stap-springen (m) | 24e       | kwalificatie groep B: 12de met 16,45m |
|                    |                        |           |                                       |
| Djénébou Danté VO  | 400m (v)               | 42e       | serie 1: 5de in 52,85 )               |

### Judo
| Olympiër      | Discipline  | Resultaat | Prestatie                                          |
| ------------- | ----------- | --------- | -------------------------------------------------- |
| Ayouba Traoré | –100 kg (m) | 17e       | 1ste ronde: vrij 2de ronde: V van FRA Maret: ippon |

### Taekwondo
| Olympiër            | Discipline | Resultaat | Prestatie                        |
| ------------------- | ---------- | --------- | -------------------------------- |
| Ismaël Coulibaly VS | –80 kg (m) | 11e       | voorronde: V van AZE Beigi: 6–13 |

### Zwemmen
| Olympiër             | Discipline           | Resultaat | Prestatie              |
| -------------------- | -------------------- | --------- | ---------------------- |
| Omar Toure           | 100m vlinderslag (m) | 41e       | serie 1: 1ste in 57,56 |
|                      |                      |           |                        |
| Fatoumata Samassékou | 50m vrije slag (v)   | 81e       | serie 3: 8ste in 33,71 |